# 李洧
李洧（?—?），唐朝官员，高句丽人后裔，李正己从父兄。
李正己用任命他为徐州刺史。建中初年，李正己死后，其子李纳反唐，攻打宋州，李洧以徐州归顺朝廷，唐德宗加授他为兼御史大夫，封潮阳郡王，食实封二百户，充招谕使。李洧派遣摄巡官崔程奉表至京师，令他口头上奏并告知宰相：“徐州恐怕不能独当贼军，如果得以任命徐州、海州、沂州三州节度都团练使，必能立功。况海州、沂州两州，也是被贼人李纳所占据，不是国家控制的州县。其刺史王涉、马万通等，李洧平素与他们有约定，如果有诏命，预测必定成功。”崔程刚刚从外地到朝廷，以为宰相一心，于是先把话告诉张镒，张镒告诉卢杞。卢杞不高兴崔程不先告诉自己，于是妨公害私，李洧所请被阻碍。李纳派兵攻打徐州，刘玄佐与诸将将其击退，李纳军势未衰，朝廷开始加李洧徐、海、沂都团练观察使，再加密州。当时海州、密州都被李纳所据，不受李洧之命。朝廷加李洧检校户部尚书。不久，发背疽，稍稍好一些，于是准备糜饼，在市上斋僧，李洧乘平肩舆亲自到现场，市场的人欢呼，李洧受惊，背疽溃烂而卒，赠尚书左仆射。以李洧部将高承宗取代他。其弟李淡，耻居下位，暗中约定李纳攻徐州为内应，并游说滕州将领翟济一起反叛，翟济把他抓起来。擢升翟济为沂州刺史。召李淡入京师，因李洧赦免不治罪。